# Jacques Gachot

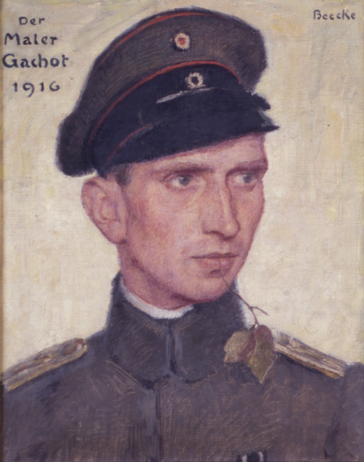
Henri Beecke: Der Maler Gachot 1916 (in deutscher Felduniform)

Jacques Gachot (* 1. November 1885 in Straßburg, Reichsland Elsaß-Lothringen; † 15. Dezember 1954 ebenda) war ein elsässischer Maler und Lithograf.

## Leben

Exposition Nationale à Strasbourg, Plakat, 1919

Gachot, Sohn des Kaufmanns Jean-Jacques Gachot und dessen Ehefrau Caroline, geborene Krauss, besuchte die Kunstgewerbeschule Straßburg, wo er in den Jahren 1904 bis 1906 von Georg Daubner (1865–1926) unterrichtet wurde. Anschließend studierte er bis 1910 an der Kunstakademie Düsseldorf. In Düsseldorf gehörte er von 1909 bis 1911 auch dem Künstlerverein Malkasten an. 1910 bis 1913 war Gachot Schüler der Académie Julian in Paris. Er unternahm Studienreisen in die Schweiz, nach Italien, Deutschland, Belgien und Spanien und ließ sich in Straßburg als Maler nieder. Seine ersten Ausstellungen hatte er 1912 im Elsässischen Kunsthaus in Straßburg und 1913/1914 an anderen Orten des Deutschen Reichs.
Im Jahre 1919 bildete er mit anderen elsässischen Malern – Balthasar Haug (1890–1965), Edouard Hirth (1885–1980), Martin Hubrecht (1892–1965), Luc Hueber (1888–1974), Louis-Philippe Kamm (1882–1959), Lisa Krugell (1893–1977), Simon Lévy (1886–1973) und Paul Welsch (1889–1954) – die durch die Werke Paul Cézannes beeinflusste Groupe de Mai (Maigruppe). Bis zum Jahre 1934 stellte die Groupe de Mai in Paris (bei Bernheim-Jeune im Februar 1921) und in Straßburg aus.
1920 heiratete er in Vichy Joséphine Georgine Opalvens, eine belgische Tänzerin der Royal English Company. Als Freund des Bildhauers Alfred Marzolff (1867–1936), der ab 1912 in Runzenheim lebte, kam er häufig nach Drusenheim. Dieser im elsässischen Ried gelegene Ort, der zum Sujet vieler seiner Gemälde wurde, verlieh ihm die Ehrenbürgerschaft.